# Meisje van Nulde
Het Meisje van Nulde is de naam die de media hebben gegeven aan Rowena Rikkers (Dordrecht, 30 augustus 1996  – Rotterdam, 15 augustus 2001), een Nederlands meisje dat in 2001 op 4-jarige leeftijd door mishandeling om het leven kwam.

## Leven
Rowena werd in 1996 in Dordrecht geboren als de dochter van Wanda Rikkers en Martin Huisman. Iets later, rond 1998, werd haar zusje Rochelle geboren. Wanda kreeg een relatie met Huisman toen ze 19 was, maar ze gingen na een conflict in april 2001 uit elkaar. Wanda had intussen Mike (Michael) J. leren kennen en besloot bij hem in Rotterdam te komen wonen. Er was in mei 2001 ruzie over bij wie de kinderen zouden wonen; ze gingen uiteindelijk met Wanda en J. mee. J. zou al gauw alles in zijn relatie met Wanda bepalen, streng zijn voor haar kinderen en vooral Rowena fysiek straffen voor onwenselijk gedrag, met name door haar voluit in de buik te slaan. Later verklaarde J. aan de politie dat hij door zijn eigen stiefvader ook mishandeld was in zijn jeugd.

### Doodsscenario
Rowena was door Mike J., de toenmalige vriend van haar moeder Wanda Rikkers, langdurig en herhaaldelijk zodanig mishandeld dat ze op 15 augustus 2001 overleed. Verdachte Mike J. verklaarde aanvankelijk dat hij Rowena reeds overleden aantrof in huis. Schuldbekentenissen die J. hierna deed werden later weer ingetrokken.
J. legde het dode kindje aanvankelijk in de vriezer, heeft het daarna in stukken gezaagd en vervolgens op 25 en 26 augustus in onder andere het Veluwemeer gedumpt.

## Vondst
Op 27 augustus 2001 werd bij strand Nulde het rompje gevonden van een onbekend meisje, dat daarop door de media het "Meisje van Nulde" werd genoemd. Enkele dagen erna werd haar hoofdje in de Nieuwe Waterweg bij Hoek van Holland aangetroffen. In oktober dat jaar werd in het Veluwemeer ook nog een handje van haar gevonden. Doordat het lichaam verminkt en sterk ontbonden was, heeft het maanden geduurd voordat ze kon worden geïdentificeerd. Uiteindelijk werd aan de hand van de schedel een reconstructie van haar hoofd gemaakt en gepubliceerd in de media. Daarop meenden meerdere mensen de 4-jarige Rowena Rikkers uit Dordrecht te herkennen, met name aan het opvallende spleetje tussen de voortanden. Bovendien werd Rowena al meerdere maanden vermist. DNA-onderzoek bevestigde begin december vervolgens dat het inderdaad Rowena Rikkers was.

## Rechtszaak
Op 18 december 2001 werden Wanda Rikkers en Mike J. gearresteerd in Murcia in Zuid-Spanje. Rowena's 3-jarige zusje Rochelle, dat met hen was, werd de volgende dag onder voorlopig toezicht geplaatst van haar vader Huisman, die haar enkele dagen later ophaalde in Alicante en met haar terugkeerde naar Nederland. De politie begon in januari en februari 2002 de twee verdachten te verhoren. Na zichzelf vaak te hebben tegengesproken, kwamen de verdachten uiteindelijk tot een min of meer consistent verhaal en een bekentenis.
Mike J. werd in 2003 veroordeeld voor doodslag, wat hem twaalf jaar celstraf met TBS opleverde. Sinds 2009 zit J. in TBS.
Wanda Rikkers, de moeder van Rowena, die niet heeft ingegrepen en geen melding heeft gemaakt van vermissing van haar dochter, werd veroordeeld tot acht jaar cel voor deze passieve rol. Zij legde volgens de rechter tegenstrijdige verklaringen af betreffende haar band met J. Wanda zat drie jaar vast en kwam in 2006 weer vrij. Ze heeft een nieuwe identiteit en een nieuw gezin gesticht met twee kinderen.